# António Stromp
António Stromp (Anjos, Lisboa, 13 de junho de 1894 – 6 de julho de 1921) foi um atleta português do Sporting Clube de Portugal.
Nasceu a 13 de junho de 1894, na freguesia dos Anjos, Lisboa, onde foi batizado a 14 de fevereiro de 1895, como filho de Francisco dos Reis Stromp, médico, natural da freguesia da Sé, Faro, e de Elisa Amélia Lima de Oliveira Roxo, natural de Lisboa.
Entre 1909 e 1917, jogou futebol na equipa principal do Sporting Clube de Portugal, tendo jogado quer em Portugal, incluindo na equipa do Sporting que se sagrou campeã de Lisboa em 1914/15, quer no Brasil e em Espanha. Enquanto jogou, foi selecionado para todas as seleções regionais de Lisboa.
Competiu nos 100 metros e 200 metros masculinos nos Jogos Olímpicos de Verão de 1912, tendo sido o primeiro atleta olímpico do Sporting e o primeiro português a entrar em prova nos jogos olímpicos de Estocolmo, a 6 de julho de 1912, na quinta eliminatória da primeira série dos 100 metros. Ficou em terceiro lugar tanto nos 100 metros, como nos 200 metros. Nos Jogos Olímpicos Nacionais, foi campeão de Portugal nas modalidades de 100 metros (1911-13), 200 metros (1912) e salto com vara, em que foi recordista nacional. A 28 de junho de 1914, na inauguração do Stadium de Lisboa, ainda venceu a primeira eliminatória dos 100 metros, mas passou a dedicar-se mais ao futebol. Praticou também críquete, esgrima e ténis e, no atletismo, fez corrida de barreiras.
Morreu a 6 de julho de 1921, aos 27 anos, vítima de sífilis.
Em 1925 e, depois, em 1958, a Câmara Municipal de Lisboa atribuiu o nome Rua António Stromp ao arruamento de acesso ao Sporting Clube de Portugal.